# Нижний Магазь
Ни́жний Мага́зь (чув. Анатри Макаç) — деревня в Чебоксарском районе Чувашской Республики. Входит в состав Атлашевского сельского поселения.

## География
Находится в северной части Чувашии на расстоянии приблизительно 13 км на восток по прямой от районного центра посёлка Кугеси на левобережье реки Цивиль.

## История
Известна с 1795 года как выселок деревни Булатова (ныне не существует) с 17 дворами. В 1897 году было 327 жителей, 1926 — 84 двора, 429 жителей, в 1939—490 жителей, в 1979—223 жителя. В 2002 году 85 дворов, 2010 — 66 домохозяйств. В период коллективизации был организован колхоз «Октябрь», в 2010 году действовал СХК «Атлашевский».

## Население
Постоянное население составляло 160 человек (чуваши 89 %) в 2002 году, 157 в 2010.
| 2010 | 2012 |
| ---- | ---- |
| 157  | ↗240 |